# Palestina nos Jogos Olímpicos de Verão da Juventude de 2010
A Palestina participou dos Jogos Olímpicos de Verão da Juventude de 2010 em Singapura com uma delegação formada por quatro atletas em três esportes.

## Atletismo
| Evento           | Atleta              | Qualificação | Qualificação | Final      | Final        |
| Evento           | Atleta              | Resultado    | Posição      | Resultado  | Posição      |
| ---------------- | ------------------- | ------------ | ------------ | ---------- | ------------ |
| 1000 m masculino | Nour Aldin Hammouda | 2:36.67      | 18º (9º q1)  | Não largou | -- (Final B) |

## Esgrima
| Atleta        | Evento                     | Qualificação | Qualificação | Oitavas-de-final             | Quartas-de-final   | Semifinais         | Final              | Pos. final |
| Atleta        | Evento                     | Oponente Resultado | Pos.         | Oponente Resultado           | Oponente Resultado | Oponente Resultado | Oponente Resultado | Pos. final |
| ------------- | -------------------------- | --- | ------------ | ---------------------------- | ------------------ | ------------------ | ------------------ | ---------- |
| Damyan Jaqman | Espada individual feminino | SIN R. H. Rahardja D 2-5 USA Katharine Holmes D 0-5 CHN Sheng Lin D 0-5 ITA Alberta Santuccio D 3-5 POL Martyna Swatowska D 1-5 SUI Pauline Brunner D 3-5 | 13º          | POL Martyna Swatowska D 4-15 | Não avançou        | Não avançou        | Não avançou        | 13º        |

## Natação
| Evento                  | Atleta          | Qualificação | Qualificação | Semifinais  | Semifinais   | Final       | Final       |
| Evento                  | Atleta          | Resultado    | Posição      | Resultado   | Posição      | Resultado   | Posição     |
| ----------------------- | --------------- | ------------ | ------------ | ----------- | ------------ | ----------- | ----------- |
| 50 m livre masculino    | Fouad Al Atrash | 26.26        | 34º (2º q3)  | Não avançou | Não avançou  | Não avançou | Não avançou |
| 50 m costas masculino   | Fouad Al Atrash |              |              | 30.80       | 14º (7º sf1) | Não avançou | Não avançou |
| 50 m livre feminino     | Sabine Hazboun  | 29.44        | 44º (2º q4)  | Não avançou | Não avançou  | Não avançou | Não avançou |
| 50 m borboleta feminino | Sabine Hazboun  | 31.88        | 20º (7º q3)  | Não avançou | Não avançou  | Não avançou | Não avançou |